# TVV 73–77
Die TVV 73–77 waren Personenzug-Schlepptender-Dampflokomotiven der Theißbahn (Tiszavidéki Vasút, TVV).
Die TVV bestellte 1860 fünf Personenzuglokomotiven bei Günther in Wiener Neustadt. Die Fahrzeuge erhielten neben den Betriebsnummern 73–77 die Namen BARON BRUCK, VÁSONKEÖ, KOROMLA, NAMÉNY und M. SZIGET.
1867 wurden die fünf Maschinen an die Erste Siebenbürgener Eisenbahn (Első Erdélyi Vasút, EEV) verkauft. Dort erhielten die Lokomotiven  die Nummern 11–15 sowie die Namen GYÖRÖK, SOBORSIN, DÉVA, PÍSKI und ALVINCZ.
Im Zuge der 1884 erfolgten Verstaatlichung gaben ihnen die Ungarischen Staatsbahnen (MÁV) zunächst die Nummern 290–294, ab 1891 im zweiten Bezeichnungsschema die Kategorie IIk mit den Nummern 1211–1215. Ab 1911 wurden sie als 256,001–005 geführt.